# Capuava

Capuava ligger i kommunen Santo André, vars läge är här markerat.

Capuava är ett distrikt i kommunen Santo André i delstaten São Paulo i Brasilien. Den ingår i São Paulos storstadsområde och hade 98 335 invånare vid folkräkningen 2010. Distriktet bildades 1985 och är av industriell karaktär.